# Конвой QP 14
Конвой QP 14 (англ. Convoy QP 14) — арктичний конвой транспортних і допоміжних суден у кількості 17 одиниць, який у супроводженні союзних кораблів ескорту прямував від радянського порту Архангельськ до берегів Ісландії та Шотландії. Конвой вийшов 13 вересня 1942 року з Архангельська та прибув до Лох Ю 26 вересня. В ході атак німецьких підводних човнів було потоплено 1 есмінець, 1 тральщик та 4 транспорти.

## Історія
Конвой, який формувався для повернення до берегів Ісландії та Британії, спочатку складався з 20 торгових суден, більшість з яких були вцілілими з сумно звісного PQ 17. Комодором конвою був капітан Даудінг. Близький ескорт включав два есмінці, чотири корвети, три протичовнові тральщики та чотири протичовнові траулери, доповнені трьома допоміжними крейсерами ППО. Більшість із них також прибули з PQ 17. Старшим офіцером ескорту був капітан Кромбі на тральщику «Брамбл». Все після виходу у відкрите море до конвою приєднався океанський супровід з PQ 18, що включав авіаносну групу з ескортним авіаносцем «Евенджер», крейсер «Сцилла» і 16 есмінців. Додатково зворотній конвой підтримували крейсерські сили з трьох крейсерів та восьми есмінців, а також сили дальнього прикриття з двох лінкорів, крейсера та чотирьох есмінців. Це була значна сила, хоча вона була послаблена п'ятиденним боєм, при проходженні конвою PQ 18.
QP 14 протистояла група німецьких підводних човнів у кількості семи одиниць (спеціальна група, сформована з підводних човнів, які атакували напередодні PQ 18) у Норвезькому морі, і німецькими Люфтваффе, хоча вони також були виснажені внаслідок запеклих атак на судна PQ 18.
13 вересня конвой QP 14 вийшов з порту Архангельська, на наступний день після початку нападу німецьких сил на PQ 18. 16 вересня QP 14 зустрівся на маршруті руху з суднами PQ 18 і океанський ескорт перемістився до QP 14.
Конвой QP 14 залишався не виявленим до 20 вересня, коли тральщик «Леда» був атакований та потоплений U-435. Пошуки підводного човна нічого не дали. Того дня вдень два підводні човни P614 і P615 відстали від конвою, намагаючись завдати удару по німецьких підводних човнах, які рухались по поверхні, щоб підтримувати швидкість. За поганої погоди P614 виявив U-408 і випустив по ньому чотири торпеди, але U-Boot врятувався. Тієї ночі на конвой знову напали; Silver Sword був потоплений U-255, а есмінець «Сомалі» торпедований U-703. Його взяли на буксир, але через чотири дні, в умовах суворої штормової погоди, корабель затонув.
22 вересня U-435 проник всередину конвою і одним залпом уразив три судна, один з них, Ocean Voice, з командиром конвою, та Bellingham. Танкер-заправник конвою Gray Ranger також потрапив під удар торпеди, пізніше був затоплений кораблями охорони.
26 вересня 1942 року конвой QP 14 прибув до Лох Ю.

## Кораблі та судна конвою QP 14

### Транспортні судна
Позначення
| Ім'я                     | Прапор                       | Тоннаж (GRT) | Прим. |
| ------------------------ | ---------------------------- | ------------ | --- |
| Alcoa Banner (1919)      | США                          | 5 035        | |
| Bellingham (1920)        | США                          | 5 345        | затоплено U-435 |
| Benjamin Harrison (1942) | США                          | 2 191        | |
| Black Ranger             | Королівський допоміжний флот | 3 417        | танкер-заправник |
| Deer Lodge (1919)        | США                          | 6 187        | |
| Empire Tide (1941)       | Велика Британія              | 6 978        | КАТ судно. 23 пасажири |
| Gray Ranger              | Королівський допоміжний флот | 3 313        | танкер-заправник; затоплений U-435 |
| Harmatris (1932)         | Велика Британія              | 5 395        | |
| Minotaur (1918)          | США                          | 4 554        | |
| Ocean Freedom (1942)     | Велика Британія              | 7 173        | |
| Ocean Voice (1941)       | Велика Британія              | 7 174        | 5 штабних офіцерів флоту; 25 пасажирів-громадян СРСР. 22 вересня потоплено U-435. Загиблих немає; вцілілих підібрали тральщиком «Сігал» (висаджені у Скапа-Флоу) та судном Zamalek (висаджені у Глазго) |
| Oligarch                 | Королівський допоміжний флот | 6 894        | танкер-заправник |
| Rathlin (1936)           | Велика Британія              | 1 600        | рятувальне судно конвою |
| Samuel Chase (1942)      | США                          | 7 191        | |
| Silver Sword (1919)      | США                          | 4 937        | потоплено U-255 |
| Tobruk (1942)            | Польща                       | 7 048        | |
| Troubador (1920)         | Панама                       | 6 428        | |
| West Nilus (1920)        | США                          | 5 495        | |
| Winston-Salem (1920)     | США                          | 6 223        | |
| Zamalek (1921)           | Велика Британія              | 1 567        | рятувальне судно конвою |

### Кораблі ескорту
| Назва                      | Прапор                                  | Тип корабля                                              | Прим. |
| -------------------------- | --------------------------------------- | -------------------------------------------------------- | --- |
| «Аланбенк»                 | Військово-морські сили Великої Британії | спеціальний допоміжний корабель ППО                      | Ближній ескорт |
| «Амазон»                   | Військово-морські сили Великої Британії | Ескадрений міноносець типу «Амазон»                      | 15-22 вересня; Група «P» (дозаправлення) |
| «Енсон»                    | Військово-морські сили Великої Британії | Лінійний корабель типу «Кінг Джордж V»                   | Флагманський корабель командира сил дальнього прикриття конвою віцеадмірала Брюса Фрезера |
| «Ашанті»                   | Військово-морські сили Великої Британії | Ескадрений міноносець типу «Трайбл»                      | 17-21 вересня; океанський ескорт |
| «Евенджер»                 | Військово-морські сили Великої Британії | Авіаносець однойменного типу                             | 17-20 вересня; океанський ескорт |
| HMS Ayrshire (FY225)       | Військово-морські сили Великої Британії | протичовновий траулер                                    | 13-25 вересня; ближній ескорт |
| «Бланкні»                  | Військово-морські сили Великої Британії | Ескортний міноносець типу «Хант»                         | 13-25 вересня; ближній ескорт |
| «Бремгем»                  | Військово-морські сили Великої Британії | Ескортний міноносець типу «Хант»                         | 23 вересня; сили дальнього ескорту |
| «Брітомарт»                | Військово-морські сили Великої Британії | Тральщик типу «Гальсіон»                                 | 13 вересня; Східна група прикриття конвою |
| «Бульдог»                  | Військово-морські сили Великої Британії | Ескадрений міноносець типу «B»                           | 14-22 вересня; Група «P» (дозаправлення) |
| «Кодроу»                   | Військово-морські сили Великої Британії | Ескортний міноносець типу «Хант»                         | ?-20 вересня; Група «P» (дозаправлення) |
| «Камберленд»               | Військово-морські сили Великої Британії | Важкий крейсер типу «Каунті»                             | 14-22 вересня; Група «Гірбокс II» (посилення) |
| «Діанелла»                 | Військово-морські сили Великої Британії | Корвет типу «Флавер»                                     | 13-26 вересня; ближній ескорт |
| «Дюк оф Йорк»              | Військово-морські сили Великої Британії | Лінійний корабель типу «Кінг Джордж V»                   | 19-22 вересня; Сили дальнього прикриття конвою |
| «Еко»                      | Військово-морські сили Великої Британії | Ескадрений міноносець типу «E»                           | 14-22 вересня; Група «P» (дозаправлення) |
| «Екліпс»                   | Військово-морські сили Великої Британії | Ескадрений міноносець типу «E»                           | 14-22 вересня; Група «Гірбокс II» (посилення) |
| «Ескімо»                   | Військово-морські сили Великої Британії | Ескадрений міноносець типу «Трайбл»                      | 17-21 вересня; океанський ескорт |
| «Фокнор»                   | Військово-морські сили Великої Британії | Лідер ескадрених міноносців типу «F»                     | 17-25 вересня; океанський ескорт |
| «Фьюрі»                    | Військово-морські сили Великої Британії | Ескадрений міноносець типу «F»                           | 17-20 вересня; океанський ескорт |
| «Гальсіон»                 | Військово-морські сили Великої Британії | Тральщик типу «Гальсіон»                                 | 13 вересня; Східна група прикриття конвою |
| «Хазард»                   | Військово-морські сили Великої Британії | Тральщик типу «Гальсіон»                                 | 13 вересня; Східна група прикриття конвою |
| «Імпалсів»                 | Військово-морські сили Великої Британії | Ескадрений міноносець типу «I»                           | ?-25 вересня; Західна група прикриття конвою |
| «Інтрепід»                 | Військово-морські сили Великої Британії | Ескадрений міноносець типу «I»                           | 17-21 вересня; океанський ескорт |
| «Джамайка»                 | Військово-морські сили Великої Британії | Легкий крейсер типу «Коронна колонія»                    | 19-22 вересня; Сили дальнього прикриття конвою |
| «Кеппель»                  | Військово-морські сили Великої Британії | Лідер ескадрених міноносців типу «Шекспір»               | 19-22 вересня; Сили дальнього прикриття конвою |
| «Ла Мало»                  | Військово-морські сили Великої Британії | Корвет типу «Флавер»                                     | 13-26 вересня; ближній ескорт |
| «Леда»                     | Військово-морські сили Великої Британії | Тральщик типу «Гальсіон»                                 | 13-20 вересня; ближній ескорт; 20 вересня торпедований у Ґренландському морі південно-західніше Шпіцбергена німецьким підводним човном U-435 капітан-лейтенанта Зігфріда Штрелова                   |
| «Лондон»                   | Військово-морські сили Великої Британії | Важкий крейсер типу «Каунті»                             | 14-22 вересня; Крейсерська група прикриття конвою |
| HMS Lord Austin (FY220)    | Військово-морські сили Великої Британії | протичовновий траулер                                    | 13-25 вересня; ближній ескорт |
| HMT Lord Middleton (FY219) | Військово-морські сили Великої Британії | протичовновий траулер                                    | 13-25 вересня; ближній ескорт |
| «Лотус»                    | Військово-морські сили Великої Британії | Корвет типу «Флавер»                                     | 13-26 вересня; ближній ескорт |
| «Маккей»                   | Військово-морські сили Великої Британії | Лідер есмінців типу «Адміралті»                          | 19-22 вересня; Сили дальнього прикриття конвою |
| «Марна»                    | Військово-морські сили Великої Британії | Ескадрений міноносець типу «M»                           | 17-25 вересня; океанський ескорт |
| «Метеор»                   | Військово-морські сили Великої Британії | Ескадрений міноносець типу «M»                           | 17-25 вересня; океанський ескорт |
| «Міддлтон»                 | Військово-морські сили Великої Британії | Ескортний міноносець типу «Хант»                         | 13-25 вересня; ближній ескорт |
| «Мілн»                     | Військово-морські сили Великої Британії | Лідер ескадрених міноносців типу «M»                     | 17-22 вересня; океанський ескорт |
| «Монтроз»                  | Військово-морські сили Великої Британії | Лідер есмінців типу «Адміралті»                          | 19-22 вересня; Сили дальнього прикриття конвою |
| «Норфолк»                  | Військово-морські сили Великої Британії | Важкий крейсер типу «Каунті»                             | 14-22 вересня; Крейсерська група прикриття конвою |
| HMT Northern Gem (FY194)   | Військово-морські сили Великої Британії | протичовновий траулер                                    | 13-25 вересня; ближній ескорт |
| «Оклі»                     | Військово-морські сили Великої Британії | Ескортний міноносець типу «Хант»                         | ?-20 вересня; Група «P» (дозаправлення) |
| «Оффа»                     | Військово-морські сили Великої Британії | Ескадрений міноносець типу «O»                           | 17-25 вересня; океанський ескорт |
| «Онслот»                   | Військово-морські сили Великої Британії | Ескадрений міноносець типу «O»                           | 17-25 вересня; океанський ескорт |
| «Онслоу»                   | Військово-морські сили Великої Британії | Лідер ескадрених міноносців типу «O»                     | 17-25 вересня; океанський ескорт |
| «Опорт'юн»                 | Військово-морські сили Великої Британії | Ескадрений міноносець типу «O»                           | 17-21 вересня; океанський ескорт |
| P614                       | Військово-морські сили Великої Британії | Підводний човен типу «Арудж»                             | 17-21 вересня; океанський ескорт |
| P615                       | Військово-морські сили Великої Британії | Підводний човен типу «Арудж»                             | 17-21 вересня; океанський ескорт |
| HMS Palomares              | Військово-морські сили Великої Британії | спеціальний допоміжний корабель ППО                      | 13-26 вересня; ближній ескорт |
| «Поппі»                    | Військово-морські сили Великої Британії | Корвет типу «Флавер»                                     | 13-26 вересня; ближній ескорт |
| HMS Pozarica               | Військово-морські сили Великої Британії | спеціальний допоміжний корабель ППО                      | 23-26 вересня; ближній ескорт |
| «Саламандер»               | Військово-морські сили Великої Британії | Тральщик типу «Гальсіон»                                 | 13 вересня; Східна група прикриття конвою |
| «Сцилла»                   | Військово-морські сили Великої Британії | Легкий крейсер типу «Дідо»                               | Флагманський корабель командира конвою контрадмірала Р.Барнетта; 17-20 вересня; океанський ескорт                                                                                                   |
| «Сігал»                    | Військово-морські сили Великої Британії | Тральщик типу «Гальсіон»                                 | 13-25 вересня; ближній ескорт |
| «Шеффілд»                  | Військово-морські сили Великої Британії | Легкий крейсер типу «Таун» (1936)                        | 14-22 вересня; Група «Гірбокс II» (посилення) |
| «Сомалі»                   | Військово-морські сили Великої Британії | Ескадрений міноносець типу «Трайбл»                      | 17-20 вересня; океанський ескорт; 20 вересня торпедований у Гренландському морі німецьким підводним човном U-703; 25 вересня у ході буксування есмінцем «Ашанті» через суворі погодні умови затонув |
| «Саффолк»                  | Військово-морські сили Великої Британії | Важкий крейсер типу «Каунті»                             | 14-22 вересня; Крейсерська група прикриття конвою |
| «Тартар»                   | Військово-морські сили Великої Британії | Ескадрений міноносець типу «Трайбл»                      | 17-25 вересня; океанський ескорт |
| «Веномос»                  | Військово-морські сили Великої Британії | Ескадрений міноносець «Модифікований Адміралті» типу «W» | 14-22 вересня; Група «P» (дозаправлення) |
| «Вітленд»                  | Військово-морські сили Великої Британії | Ескортний міноносець типу «Хант»                         | 17-20 вересня; океанський ескорт |
| «Вілтон»                   | Військово-морські сили Великої Британії | Ескортний міноносець типу «Хант»                         | 17-20 вересня; океанський ескорт |
| «Віндзор»                  | Військово-морські сили Великої Британії | Ескадрений міноносець «Модифікований Адміралті» типу «W» | ?-20 вересня; Група «P» (дозаправлення) |
| «Вустер»                   | Військово-морські сили Великої Британії | Ескадрений міноносець «Модифікований Адміралті» типу «W» | ?-25 вересня; Група «P» (дозаправлення); Західна група прикриття |

## Кораблі Крігсмаріне

### Підводні човни, що брали участь в атаці на конвой
| Назва | Тип  | Командир                              | Результати атаки | Прим. |
| ----- | ---- | ------------------------------------- | ---------------- | --- |
| U-251 | VIIC | капітан-лейтенант Генріх Тімм         |                  | не атакував |
| U-253 | VIIC | капітан-лейтенант Адольф Фрідрікс     |                  | Затонув 25 вересня 1942 року у Данській протоці північно-західніше Ірландії, ймовірно підірвавшись на британській міні; усі члени екіпажу загинули            |
| U-255 | VIIC | капітан-лейтенант Райнгарт Рехе       |                  | З 20 на 21 вересня потопив Silver Sword |
| U-403 | VIIC | капітан-лейтенант Гайнц-Елерт Клаузен |                  | не атакував |
| U-435 | VIIC | корветтен-капітан Зігфрід Штрелов     |                  | 20 вересня потопив британський тральщик «Леда» у Ґренландському морі південно-західніше Шпіцбергена 22 вересня потопив Bellingham, Gray Ranger та Ocean Voice |
| U-592 | VIIC | капітан-лейтенант Карл Борм           |                  | не атакував |
| U-703 | VIIC | капітан-лейтенант Гайнц Білфельд      |                  | 20 вересня торпедував у Гренландському морі есмінець «Сомалі» (згодом затонув)                                                                                |